# Aschehoug

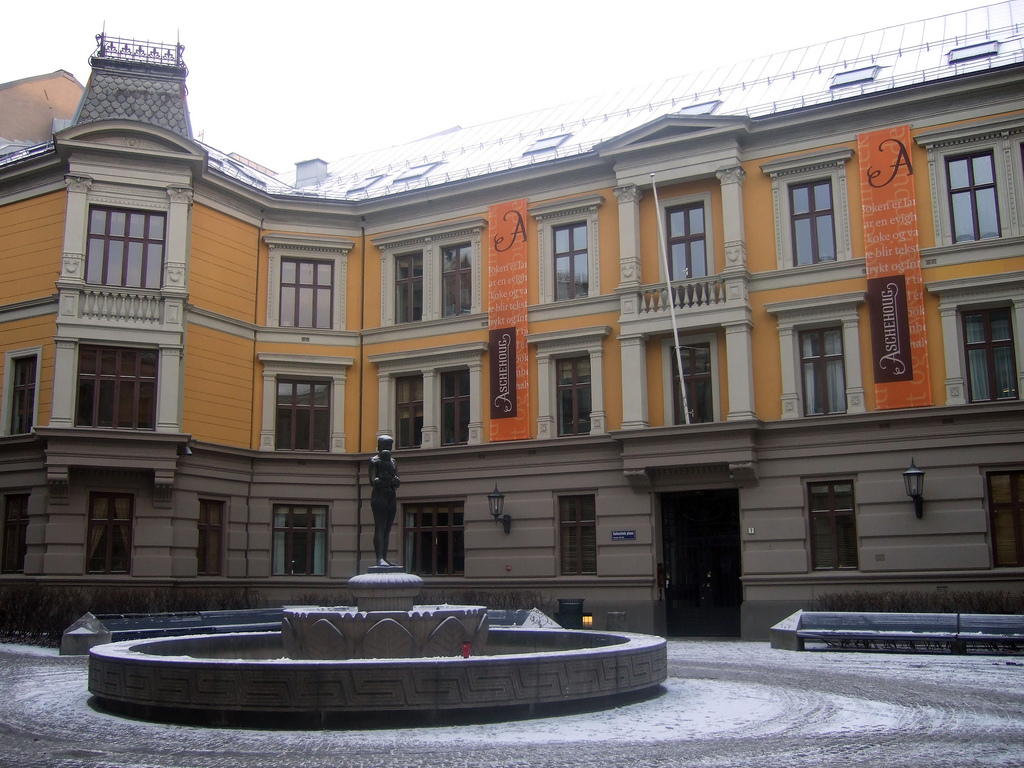
Aschehougs huvudkontor på Sehesteds plass i Oslo.

H. Aschehoug & Co. (W. Nygaard) AS är ett norskt bokförlag grundat 1872 av Hieronymus och Halvard Aschehoug som sortimentsbokhandel. Företaget började med förlagsverksamhet efter att William M. Nygaard började i firman 1888. År 1900 skildes förlag och bokhandel åt. Från 1935 aktiebolag. Aschehoug är ett av Norges största förlagskoncerner med omfattande utgivning av norsk och utländsk skönlitteratur, facklitteratur, skolböcker och barn- och ungdomsböcker. Koncernen omsatte 2008 664,5 miljoner norska kronor. Omsättningen inklusive Aschehougs andel av intäkterna i De norske Bokklubbene och Norli Gruppen var 1528 miljoner kronor det året.